# Canton de Pas-en-Artois
Le canton de Pas-en-Artois est une division administrative française située dans le département du Pas-de-Calais et la région Nord-Pas-de-Calais.

## Géographie

Le Canton de Pas-en-Artois dans l'arrondissement d'Arras

Ce canton est organisé autour de Pas-en-Artois dans l'arrondissement d'Arras. Son altitude varie de 61 m (Amplier) à 172 m (Humbercamps) pour une altitude moyenne de 128 m.

## Histoire
De 1833 à 1848, les cantons de Beaumetz-les-Loges et de Pas avaient le même conseiller général. Le nombre de conseillers généraux était limité à 30 par département.

## Représentation

### conseillers généraux de 1833 à 2015
| Période | Période      | Identité                      | Étiquette           | Qualité |
| ------- | ------------ | ----------------------------- | ------------------- | --- |
| 1833    | 1848         | Guislain Lantoine-Harduin     | Droite              | Brasseur, conseiller municipal d'Arras Représentant du peuple (1848-1849) |
| 1848    | 1871 (décès) | Aimable Wattebled             | Majorité dynastique | Propriétaire et notaire à Arras Député (1852-1863), conseiller d'arrondissement |
| 1871    | 1883         | Comte Ghislain de Louvencourt | Droite              | Propriétaire du château de Louvencourt |
| 1883    | 1889         | Comte Alfred Le Mesre de Pas  | Droite              | Chevalier de Malte Propriétaire du château de Pas-en-Artois |
| 1889    | 1895 (décès) | Edmond Caudron                | Républicain         | Notaire à Pas-en-Artois |
| 1895    | 1907         | Alphonse Poiteau              | Républicain Libéral | Docteur en médecine Maire de Bienvillers-au-Bois (1888-?) |
| 1907    | 1919         | Léon Caron-Lebas              | Républicain         | Agriculteur, négociant à Pas-en-Artois Conseiller municipal de Pas-en-Artois, conseiller d'arrondissement                                                                                             |
| 1919    | 1920 (décès) | Charles Tétart                | Républicain         | Propriétaire à Pas-en-Artois, maire de Puisieux, conseiller d'arrondissement |
| 1920    | 1940         | Constant Monpetit             | RG                  | Cultivateur Maire de Pommier |
|         |              |                               |                     | |
| 1943    | 1945         | René Ibled (1903-1979)        | Droite              | Directeur de la chocolaterie Ibled-Chocorêve Maire de Mondicourt Conseiller d'arrondissement Membre de la Commission administrative départementale (1941-1943) Nommé conseiller départemental en 1943 |
|         |              |                               |                     | |
| 1945    | 1951         | Omer Gruel                    | SFIO                | Cheminot Maire de Bienvillers-au-Bois |
| 1951    | 1964         | Robert de Guigné              | DVD                 | Propriétaire-agriculteur Maire d'Hénu |
| 1964    | 1970 (décès) | Félix Leclercq                | Centriste           | Boulanger Maire de Pas-en-Artois |
| 1970    | 2001         | Albert Rivaux                 | CNIP puis RPR       | Industriel bonnetier Maire de Puisieux |
| 2001    | 2015         | Ernest Auchart                | DVD                 | Agent de la DDE Maire d'Hannescamps |

### Conseillers d'arrondissement (de 1833 à 1940)
| Période                                  | Période      | Identité                                            | Étiquette          | Qualité |
| ---------------------------------------- | ------------ | --------------------------------------------------- | ------------------ | --- |
| 1833                                     | 1848         | Aimable Wattebled                                   |                    | Notaire, Pas-en-Artois                                                                                      |
| 1848                                     |              | Charles Augustin Louis Désiré Delaporte (1815-1865) |                    | Notaire, Pas-en-Artois                                                                                      |
|                                          |              |                                                     |                    | |
|                                          | 1889         | Louis Joseph Cuisinier (1840-1920)                  |                    | Notaire à Foncquevillers                                                                                    |
| 1889                                     | 1898         | Louis Vaillant                                      | Républicain        | Propriétaire à Foncquevillers, maire de Gaudiempré                                                          |
| 1898                                     | 1907         | Léon Caron-Lebas                                    | Républicain        | Cultivateur à Pas-en-Artois, Président de la Fédération départementale des agriculteurs                     |
| 1907                                     | 1910         |                                                     |                    | |
| 1910                                     | 1913 (décès) | L. Boulogne                                         | Républicain        | Agriculteur à Hébuterne                                                                                     |
| 1913                                     | 1919         | Charles Tétart                                      | Républicain modéré | Ancien huissier, maire de Puisieux                                                                          |
|                                          |              |                                                     |                    | |
| 1922                                     | 1934         | M. Lefebvre                                         | Union nationale    | |
| 1934                                     | 1940         | René Ibled (1903-1979)                              | Union nationale    | Directeur de la chocolaterie Ibled-Chocorêve Maire de Mondicourt                                            |
| 1940                                     |              |                                                     |                    | Les conseils d'arrondissement ont été suspendus par la loi du 12 octobre 1940 et n'ont jamais été réactivés |
| Les données manquantes sont à compléter. |              |                                                     |                    | |

## Composition
Le canton de Pas-en-Artois groupe 25 communes et compte 7 321 habitants (recensement de 1999 sans doubles comptes).
| Communes            | Population (2012) | Code postal | Code Insee |
| ------------------- | ----------------- | ----------- | ---------- |
| Amplier             | 248               | 62760       | 62030      |
| Bienvillers-au-Bois | 619               | 62111       | 62130      |
| Couin               | 90                | 62760       | 62242      |
| Famechon            | 139               | 62760       | 62322      |
| Foncquevillers      | 466               | 62111       | 62341      |
| Gaudiempré          | 187               | 62760       | 62368      |
| Gommecourt          | 126               | 62111       | 62375      |
| Grincourt-lès-Pas   | 39                | 62760       | 62389      |
| Halloy              | 209               | 62760       | 62404      |
| Hannescamps         | 149               | 62111       | 62409      |
| Hébuterne           | 465               | 62111       | 62422      |
| Hénu                | 152               | 62760       | 62430      |
| Humbercamps         | 251               | 62158       | 62465      |
| Mondicourt          | 676               | 62760       | 62583      |
| Orville             | 325               | 62760       | 62640      |
| Pas-en-Artois       | 938               | 62760       | 62649      |
| Pommera             | 245               | 62760       | 62663      |
| Pommier             | 188               | 62111       | 62664      |
| Puisieux            | 609               | 62116       | 62672      |
| Sailly-au-Bois      | 265               | 62111       | 62733      |
| Saint-Amand         | 164               | 62760       | 62741      |
| Sarton              | 162               | 62760       | 62779      |
| Souastre            | 324               | 62111       | 62800      |
| Thièvres            | 132               | 62760       | 62814      |
| Warlincourt-lès-Pas | 153               | 62760       | 62877      |

## Démographie
| 1962  | 1968  | 1975  | 1982  | 1990  | 1999  | 2006  | 2011  | 2012  |
| ----- | ----- | ----- | ----- | ----- | ----- | ----- | ----- | ----- |
| 8 107 | 8 034 | 7 646 | 7 330 | 7 267 | 7 321 | 7 422 | 7 637 | 7 678 |